# Góry (Sainte-Croix)
Pour les articles homonymes, voir Góry.
Góry est une localité polonaise de la gmina de Pińczów, située dans le powiat de Pińczów en voïvodie de Sainte-Croix.